# Alcides orontes
Alcides orontes é uma mariposa, ou traça, diurna da família Uraniidae, encontrada em Nova Guiné e ilhas Molucas (em Amboina, de onde provém seu tipo nomenclatural), Waigeo e em Queensland (nordeste da Austrália). Foi classificada por Linnaeus em 1763. Esta espécie é aparentada com Chrysiridia rhipheus, conhecida por Rainha-de-Madagáscar e considerada a mariposa mais bonita do mundo. É a espécie-tipo do gênero Alcides.

## Descrição
Alcides orontes possui asas de um tom enegrecido, vista por cima, com faixas de tonalidade azul-amarelada. Possuem pequenas caudas na metade inferior das asas posteriores e contornos de tonalidade branca em suas bordas irregulares; também contendo uma fileira de áreas claras margeando suas asas posteriores.

## Alimentação das lagartas e defesa
Lagartas de mariposas do gênero Alcides alimentam-se de plantas da família Euphorbiaceae, cujo nível de toxinas acumuladas acaba por afastá-las de predação em sua fase adulta.